# Åke Smedberg
Åke Smedberg (ur. 28 czerwca 1948 w Hjässberget, Szwecja) – szwedzki pisarz, autor kryminałów.

## Życiorys
Zadebiutował w 1976 jako poeta, od 1985 wydaje serie tomików poetyckich, opowiadań i powieści, stworzył cykl trzech powieści kryminalnych, których bohaterem jest prowadzący śledztwo dziennikarz John Nielsen. Twórczość Smedberga charakteryzuje specyficzny sposób prowadzenia narracji, bohaterowie opowiadań giną lub umierają w niejasnych okolicznościach i autor razem z czytelnikiem dochodzą prawdy przy wsparciu postaci śledczego, wokół którego dzieje się akcja książki.

## Twórczość[2]
- 1976 – In på benen (zbiór wierszy)
- 1977 – Stenvind (zbiór wierszy)
- 1981 – Landet där det ligger (zbiór wierszy)
- 1985 – Mongoliets hästar (zbiór opowiadań)
- 1987 – Vind (zbiór opowiadań)
- 1989 – Universums hjärta (powieść)
- 1993 – Träd in i mitt rike (zbiór opowiadań)
- 1996 – Strålande stjärna (powieść)
- 1998 – Legender från Häståsen (zbiór opowiadań)
- 2000 – Hässja (zbiór opowiadań)
- 2000 – Ängeln och andra noveller (zbiór najlepszych opowiadań)
- 2001 – Försvinnanden (kryminał)
- 2003 – Den mörka floden (kryminał)
- 2005 – Blod av mitt blod(kryminał)
- 2008 – Jag är inte den du ser (powieść)
- 2013 – Borges i Sundsvall (zbiór opowiadań)
- 2017 - Sprängskiss av en jaktberättelse (zbiór opowiadań)

## Nagrody i wyróżnienia
- 1993 - Nagroda literacka Aftonbladet
- 2000 - Nagroda Nios Winter
- 2000 - Nagroda literacka Lundequistska w dziedzinie literatury
- 2001 - Svenska Deckarakademin za debiut kryminalny roku
- 2001 - Nagroda Ivar Lo
- 2002 - Stypendium Larsa Ahlina
- 2011 - Stypendium gminy Uppsala dla pamięci Jana Fridegårda
- 2016 - Nagroda Ludviga Nordströma
- 2017 - Nagroda Stiny Aronson